# Lítá v tom
Lítá v tom (původní název Tátou proti své vůli, slovensky Otcom proti svojej vôli) je romantická koprodukční komedie debutujícího režiséra Tomáše Dianišky dle scénáře, na kterém spolupracoval s Dénesem Oroszem. Hlavní role ztvárnili Kryštof Hádek a Kristína Svarinská (účinkovali spolu v retroseriálu Volha jako manželský pár); dále hrají Taťjana Medvecká, Anna Polívková, Filip Rajmont aj. Česká kinopremiéra proběhla 14. prosince 2023 (slovenská bude následovat týden poté, 21. prosince); distribuci zajišťuje Bontonfilm.
Příběh snímku se točí kolem jedné malé lži a všech následků, které zapříčinila (hrdina chce potěšit vnoučatchtivou smrtelně nemocnou maminku, načež přesvědčí těhotnou sousedku – někdejší striptérku, aby se vydávala za jeho přítelkyni. Poté však dojde k nepravděpodobnému uzdravení a do pohybu se dává lavina nedorozumění a karambolů, čímž se převrátí několik životů vzhůru nohama).

## Výroba
Výroba probíhala od podzimu 2022, přičemž jedna z posledních klapek klapla v kokpitu rakety, umístěné v pražském Planetáriu (nedlouho před plánovanou rekonstrukcí) v červnu 2023.

## Recenze
- Věra Míšková, Právo / Novinky.cz  20 %[2]
- Mirka Spáčilová, MF DNES / iDNES.cz  40 %[3]

Tomáš Stejskal (Aktuálně.cz) recenzoval poměrně bezbolestný snímek, jenž si vystačí s efekty na první dobrou (retro hudba, zahrnující hitovky Jiřího Korna i skladbu „Lucky Boy“ od Jana P. Muchowa); značnou část z nich umí prodat, což je na poměry české romantické komedie takřka pochvala. Ale jen takřka.